# Manos de piedra
Manos de piedra (título en inglés: Hands of Stone) es una película biográfica estadounidense-panameña de 2016 escrita y dirigida por el venezolano Jonathan Jakubowicz, y protagonizada por el también venezolano Édgar Ramírez junto a Robert De Niro. Fue estrenada el 26 de agosto de 2016.

## Sinopsis
El boxeador Roberto Durán debutó profesionalmente en 1968 a los 16 años y se retiró en 2002 a los 50 años de edad. En junio de 1980, venció a Sugar Ray Leonard consiguiendo así el título peso wélter del Consejo Mundial de Boxeo, pero asombró al mundo del boxeo cuando cinco meses después en el partido revancha, volvió a su esquina diciendo "No más".

## Reparto
- Édgar Ramírez como Roberto Durán.
- Robert De Niro como Ray Arcel.[4]
- Usher Raymond como Sugar Ray Leonard.[5]
- Ana de Armas como Felicidad Iglesias.
- Óscar Jaenada como Chaflán.
- Jurnee Smollett-Bell como Juanita Leonard.
- Ellen Barkin como Stephanie Arcel.[6]
- Rubén Blades como Carlos Eleta.[7]
- Pedro "Budú" Pérez como Plomo Quiñones.[8]
- Joe Urla como Angelo Dundee.
- Aaron Zebede como Eugenio Iglesias.
- John Turturro como Frankie Carbo.
- Reg E. Cathey como Don King.
- John Duddy como Ken Buchanan.[9]

## Producción
Originalmente, el filme iba a estar protagonizado por Gael Garcia Bernal como Durán y Al Pacino como su entrenador, quienes posteriormente fueron reemplazados por Ramírez y De Niro. La producción comenzó en diciembre de 2013 en Panamá.
El actor Carlos Bardem fue convidado para interpretar al ex dictador de Panama Manuel Antonio Noriega, pero este personaje quedó eliminado del guion final.

## Recepción
La película ha recibido reseñas mixtas de parte de la crítica y la audiencia. El sitio web Rotten Tomatoes le da una aprobación de 45%, basada en 103 reseñas, con una calificación de 5,4/10. En Metacritic, la película tiene una puntuación de 54 de 100, basada en 31 reseñas, indicando "reseñas mixtas". En el sitio IMDb la película ha recibido una calificación de 7.0 basada en 268 votos.